# Ercheu

Ercheu este o comună în departamentul Somme, Franța. În 1 ianuarie 2022 avea o populație de 754 de locuitori.